# Gotta Get Away
Gotta Get Away – trzeci singiel z albumu Smash punkrockowej grupy The Offspring.
Piosenka była niewielkim hitem w wielu krajach, ale zadebiutowała na #6 w liście przebojów Bilboard’s Modern Rock. Piosenka „Gotta Get Away” została zainspirowana wcześniejszym utworem grupy „Cogs” (utwór „Cogs” powstał, gdy grupa jeszcze istniała jako Manic Subsidal). Tekst odnosi się do presji, w jakiej Dexter Holland kończył album.
Singiel posiada dwie okładki. Okładka płyta kompaktowa|CD jest utrzymana w podobnym stylu jak poprzednie okładki singli z albumu Smash – „Come Out and Play (Keep'em Separated)” oraz „Self Esteem”. Druga okładka, czyli okładka na płytę winylową przedstawia aktora, a w tle jest Koloseum.
Piosenka jest czwartym utworem na Greatest Hits.

## CD
1. Gotta Get Away (3:56)
2. We Are One (4:00)
3. Forever and a Day (2:37)

## 7 winyl
1. Gotta Get Away (3:56)
2. Smash (Live Version) (3:01)